# 巡洋艦
巡洋艦（じゅんようかん、英語: cruiser）は、遠洋航行能力・高速性などを活かした攻撃力を持たせた軍艦の艦種。ただし定義は国や年代によって多岐にわたる。

## 来歴
帆船時代の軍艦は、備砲数による等級と、想定任務による艦種によって類別されてきた。一般的に、二層以上の砲列甲板に64門以上という多数の艦砲を備えた艦によって単縦陣の戦列を構成して砲撃戦を戦うことから、これらが戦列艦と称された。一方、これより小さく、砲列甲板が単層で備砲が20～50門程度の艦はフリゲートやコルベットと称され、艦隊決戦の補助や通商破壊、沿岸警備などにあたっていた。また更に小さい等外艦としてスループや砲艦、カッターやスクーナーなどがあった。
「クルーザー」のもとになった「クルーズ」という単語は、ラテン語で十字架を表す「クルクス」（crux）に由来し、「海上をジグザグ航行する」ことをオランダ人が「クルイゼン」（cruisen）と称していたのに倣って、17世紀、イギリス人が「敵船を探し求める軍艦のジグザグ航海」を「クルーズ」と称するようになったとされる。すなわち、当時は艦種というよりは作戦行動を表す単語であり、例えばイギリスで1708年に制定された巡洋艦法（Cruisers Act）では、このような任務で得た捕獲賞金について規定されている。戦列から離れての単独任務という性格から、フリゲートやコルベットが投入されることが多かった。また1860年代の南北戦争の際には、南軍は13隻の武装船を通商破壊に投入したが、これらは「クルーザー」と称されていた。
この時期には舶用蒸気機関が普及し、機帆船の時代となっていた。南北戦争での経験を踏まえ、アメリカ海軍は蒸気フリゲートの速力向上を図り、1864年には「ワンパノアグ」を進水させた。またイギリス海軍は、1868年、設計思想を更に進めて、船体を鉄製とするとともに、舷側に石炭庫を配置して空間装甲としての機能をもたせた「インコンスタント」を建造した。当時、まだ艦種呼称として採用されてはいなかったものの、後顧的には、イギリス巡洋艦の嚆矢として評価されている。
このように帆から推進機に変わっていく流れの中、帆装に基づく従来の類別法とは異なる名称が望まれるようになり、イギリス海軍では1875年進水の「シャノン」を端緒として「巡洋艦」という艦種呼称が使われるようになり、1878年には、既存のフリゲートとコルベットは巡洋艦に類別変更された。フランス海軍でも1882年進水の「ヴォーバン」は巡航鋼鉄艦（Cuirassé de Croisière）と称され、「フリゲート」の名称は使われなくなっていった。

## 装甲帯巡洋艦

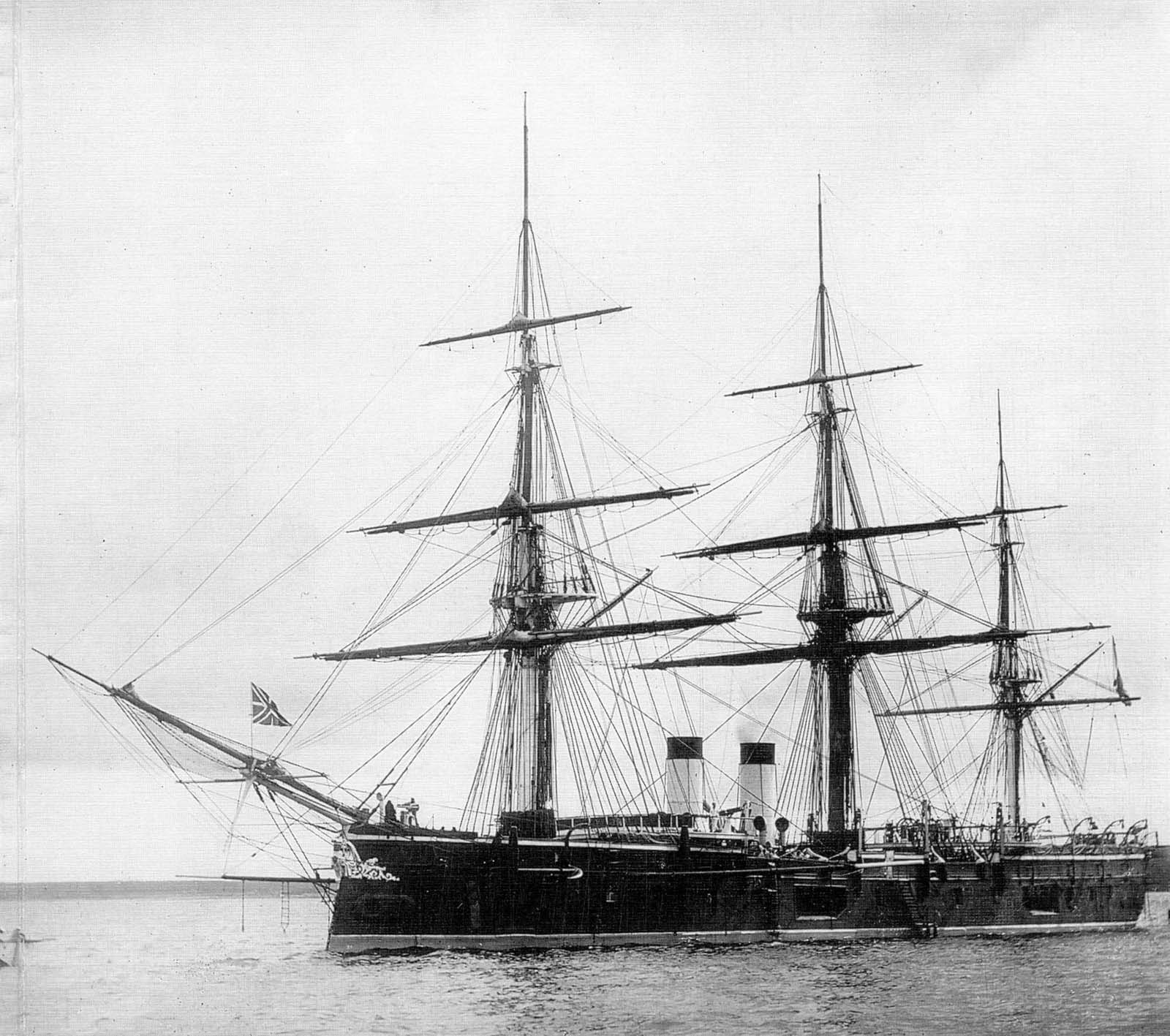
装甲帯巡洋艦の先駆者、「クニャージ・ポジャールスキー」

元来、艦砲では沿岸要塞に対抗できないのがセオリーとされていた。しかしクリミア戦争でフランス軍が実戦投入した装甲浮き砲台が要塞攻撃を成功させたことで、状況は一変した。この戦訓を踏まえて、フランス海軍が1859年に進水させた「ラ・グロワール」と、これに対抗してイギリス海軍が1860年に進水させた「ウォーリア」により、世界の海軍は装甲艦の時代に突入した。これらの装甲艦により攻撃された場合、要塞の優位性は盤石とはいえなくなっていた。鋼鉄艦・蒸気船時代の到来とともに、造修・補給を担う基地を世界各地に維持することが重要になっていたことから、各国海軍の遣外艦隊はこれに対抗する必要が生じた。
1870年にロシア帝国海軍が竣工させた装甲フリゲートである「クニャージ・ポジャールスキー」は、従来の装甲艦とは異なり舷側の装甲を水線部に限定する事で装甲重量を抑えており、続く1875年に竣工させた「ゲネラール＝アドミラール」は同様に水線部に帯状の装甲を施しつつ長大な航続距離を獲得、装甲巡洋艦の先鞭をつけた艦として評価されている。ロシアの有力な巡洋艦に対抗する形で、イギリス海軍も初の巡洋艦である「シャノン」以降装甲帯を有する巡洋艦の建造を進め、これらの艦は装甲帯巡洋艦（belted cruiser）と称される。しかし、防御重量の増大を避けるために装甲帯の幅を極端に圧縮した結果として、排水量が計画値よりも増えると装甲部分が容易に水没して意味をなさなくなるという欠点があったほか、特に英艦は装甲艦の延長線上の設計思想で建造されていたために、巡洋艦として必須の航洋性能が低い傾向があった。
このため、イギリス海軍の装甲帯巡洋艦は1884年度計画のオーランド級が最後となり、以後は防護巡洋艦に移行した。一方、当時第2・3の海軍国であったフランスやロシアは水線部装甲をもつ巡洋艦を重視し、建造を継続した。

## 非防護巡洋艦
装甲艦の影響を受けた装甲帯巡洋艦と対照的に、高速軽快なフリゲート・通報艦を母体にした非防護巡洋艦も建造されていた。これらの艦は、通商破壊や商船護衛、前路哨戒や植民地警備といった様々な任務に投入されていた。
また1884年度でイギリス海軍が建造したスカウト級のように、水雷攻撃を意図した水雷巡洋艦の任務を帯びた艦もあった。しかし巡洋艦としての設計であったため船殻重量過大であり、また軽量大出力の適切な機関が得られなかったことから所期の速力を達成できず、その後の進化に繋がることはなかった。

## 防護巡洋艦

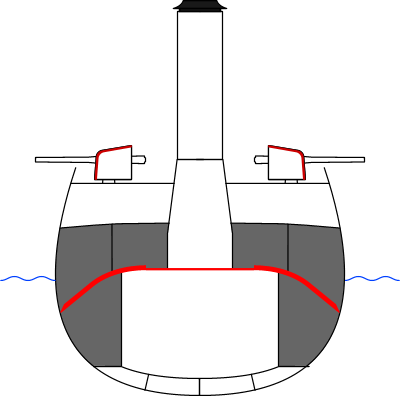
防護巡洋艦の防御計画を示す略式断面図。赤線は装甲部分（防護甲板および砲の防楯）。灰色部分は同じく防御区画として用いられた石炭庫。防護甲板は斜めの部分において最も厚くなっている。

もともとイギリス海軍では、「インコンスタント」に見られるように石炭庫を空間装甲のように配置することで防御に利用するという設計思想があった。1876年度計画のコーマス級では、これに加えて、機関部と弾薬庫の上方に相当する部分の甲板を装甲で覆う防護甲板の手法が導入された。そして1880年度計画のリアンダー級では、水平に近い弾道で艦内に突入した砲弾に対する避弾経始を配慮して、防護甲板に反りを持たせて亀甲型とした。装甲帯のような重く高価な垂直防御と比して、このように水線部より若干下方に防護甲板を設ける水平防御の手法であれば、比較的軽い重量で、かつ重心の上昇も抑制しつつ艦の防御力を向上させられると期待された。
そして1883年には、チリ海軍がイギリスのアームストロング造船所に発注していた巡洋艦「エスメラルダ」が進水した。同艦は帆装を全廃するとともに、従来は枢要部のみに設けられていた防護甲板を艦の全長にわたって装着するなど、防護巡洋艦の原型となった。特に装甲帯巡洋艦に限界を感じていたイギリス海軍はこの艦種に着目し、これに範を取ったマージー級を端緒として多数を建造し、シーレーン防護のため世界各地に配備した。
しかし1880年代後期以後の速射砲の普及は、防護巡洋艦に破滅的な影響をもたらした。防護巡洋艦では、船体内の艦枢要部は防護甲板の下で守られており、上部構造物については、ここに浸水が生じても隔壁により防止できるという目論見から無防備に晒されていた。しかし1894年の黄海海戦では、短時間に大量の榴弾を投射された結果、艦枢要部が直撃弾を受けずとも、非装甲部が徹底的に破壊されて戦闘能力を喪失する例が多発した。この戦訓から、垂直防御をもたない防護巡洋艦の価値は急激に衰退した。

## 装甲巡洋艦

装甲巡洋艦の断面。赤が装甲、灰色が防御区画としても用いる石炭庫。水線部舷側に装甲を有する。

防護巡洋艦の戦術価値低下とともに、防護巡洋艦のうち大型の艦では、再び垂直防御の導入が図られた。これが装甲巡洋艦であり、その端緒とされるのが、フランス海軍が1890年に竣工させた「デュピュイ・ド・ローム」である。また上記の通り、ロシア帝国海軍が1875年に竣工させた「ゲネラール＝アドミラール」は、その先鞭をつけたものとして評価されている。
かつての装甲帯巡洋艦で断念された広範囲の装甲と航洋性能の両立を実現した背景の一つが、製鋼技術の進歩であった。この時期にはハーヴェイ鋼やクルップ鋼のように耐弾性の高い装甲用鋼板が開発され、従来の普通鋼より薄い装甲板でも所期の防弾性能を発揮できるようになっていた。しかしそれでもなお、装甲重量の抑制のためには防弾性能の妥協が必要であり、中口径速射砲に抗堪する程度に留められた。この結果、艦砲の大口径化に伴って装甲板の厚みを増すことができず、自艦の主砲に堪えられない防御力を持つ軍艦として発達していくこととなった。
これらの装甲巡洋艦は、通常の巡洋艦と同様に通商破壊や商船護衛、前路哨戒や植民地警備といった任務に投入されていたが、19世紀末ないし20世紀初頭には、更にこれを準主力艦として位置付けて、同種艦数隻で戦列を構成して戦艦部隊とともに行動する運用法が生じた。日本海軍の六六艦隊計画（1896年開始）も主力艦として戦艦6隻・装甲巡洋艦6隻を整備する計画であり、日露戦争の日本海海戦にも主力艦として投入されている。
さらに、装甲巡洋艦の攻撃力を戦艦に匹敵するほどに増大させたイギリスのインヴィンシブル級大型装甲巡洋艦が1908年に竣工した。これは、戦艦「ドレッドノート」の影響を受けた単一口径巨砲搭載艦であり、高速力であったが、防御力は従前の装甲巡洋艦と同等であった。この種の艦は、後に巡洋戦艦(Battlecruiser)と類別されるようになった。しかしこれらは、攻撃力に比して弱体な防御力という弱点を有しており、特にこれが顕著だったイギリス海軍の巡洋戦艦は、ユトランド沖海戦において砲塔への直撃弾によって轟沈した艦もある。

## 偵察巡洋艦
大型防護巡洋艦が装甲巡洋艦に発展する一方、中型防護巡洋艦は淘汰され、小型防護巡洋艦は高速化によって新時代への適応を図ろうとした。
これに応じて建造された艦種の一つが偵察巡洋艦（Scout cruiser）である。これは当時発達していた駆逐艦を嚮導する小型・高速の巡洋艦であり、駆逐艦に匹敵する高速性能が求められたことから、基本的には駆逐艦を拡大した船型となっているが、巡洋艦としての設計も求められたことから、防護甲板が設けられた。
しかし燃料が重油に移行していく流れのなか、炭庫による防御は意味を失いつつあったうえに、駆逐艦の拡大型としての小型の船体は耐航性に欠け、おまけに駆逐艦の速力向上にも追随が困難となっていた。このため、イギリス海軍での偵察巡洋艦の建造は1911年度で終了した。

## 軽巡洋艦

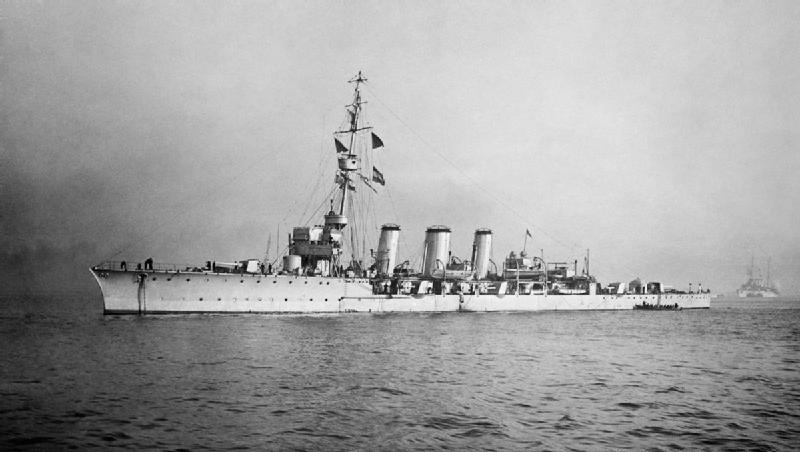
アリシューザ級。軽巡洋艦の始祖と評される。

重油専焼ボイラーへの移行で石炭庫が消え防護巡洋艦が成立しなくなった事、そして偵察巡洋艦の経験を踏まえて、その速力性能を維持しつつ火力を強化し、また遣外任務にも投入できるよう艦型を拡大した艦として開発されたのが軽巡洋艦である。アメリカ海軍では1904年度計画のチェスター級、イギリス海軍では1908年度計画のタウン級サブグループのチャタム級で既にその萌芽がある。
そしてイギリス海軍が1912年度計画で建造したアリシューザ級が軽巡洋艦の始祖となった。同級では、タウン級の途中から採用された水線装甲帯を踏襲するとともに、駆逐艦用機関の導入によって速力を更に向上させ、ウィンストン・チャーチル海軍大臣は、同級について、真の"Light Protected Cruiser"となった、と称した。また同時期に、ドイツ帝国海軍はマクデブルク級、オーストリア＝ハンガリー帝国海軍も「アドミラル・シュパウン」と、類似した艦を建造した。
1930年に調印されたロンドン海軍軍縮条約では、砲口径6.1インチ（155 mm）以下の巡洋艦が「カテゴリーB」と定義されており、これを軽巡洋艦（Light Cruiser）とする呼称が一般的となった。

## 重巡洋艦

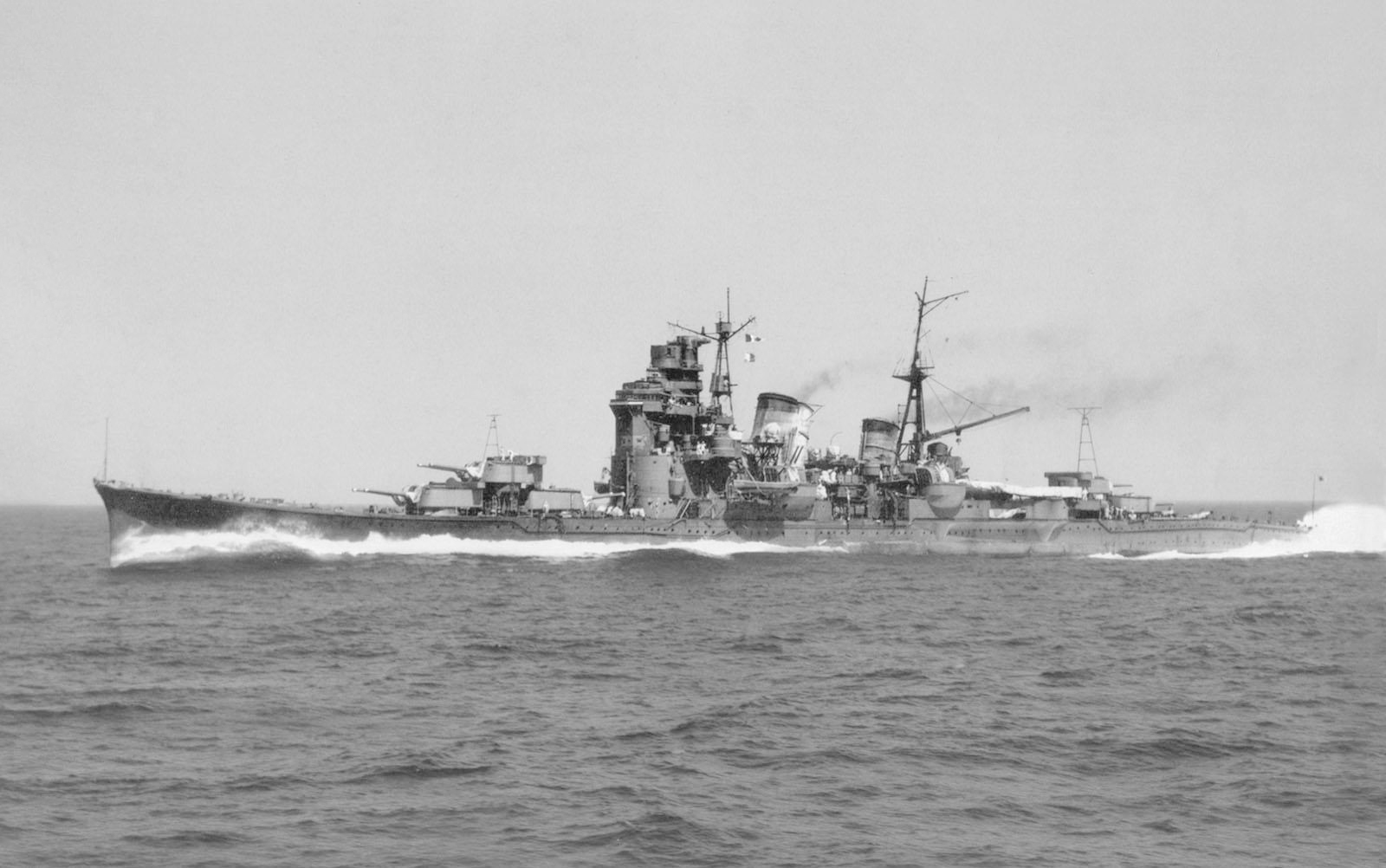
妙高型重巡洋艦「妙高」。日本海軍の条約型巡洋艦の第一陣にあたる。

1922年に調印されたワシントン海軍軍縮条約では、主力艦とされていた戦艦の質と量に制限が課せられた。このときの規定では、排水量10,000トン未満、砲口径8インチ（203 mm）以下の水上戦闘艦は制限を免れた。
このことから、この制限内の艦を多数建造して、これを準・主力艦として位置付ける動きが生じた。これが条約型巡洋艦である。その後、1930年に調印されたロンドン海軍軍縮条約では、口径6.1インチを超える砲を持つ巡洋艦が「カテゴリーA」と定義されており、これを重巡洋艦とする呼称が一般的となった。
ロンドン海軍軍縮条約の制約を受けて、巡洋艦建造の主力は、次第に軽巡洋艦に移行していくことになった。条約が失効したあとも、イギリスやフランスは重巡洋艦よりは軽巡洋艦の建造を優先した。しかし日本やアメリカ合衆国、そしてそもそも条約に縛られなかったナチス・ドイツでは、条約型巡洋艦よりも大型・強力な重巡洋艦が建造されることになった。

## ミサイル巡洋艦

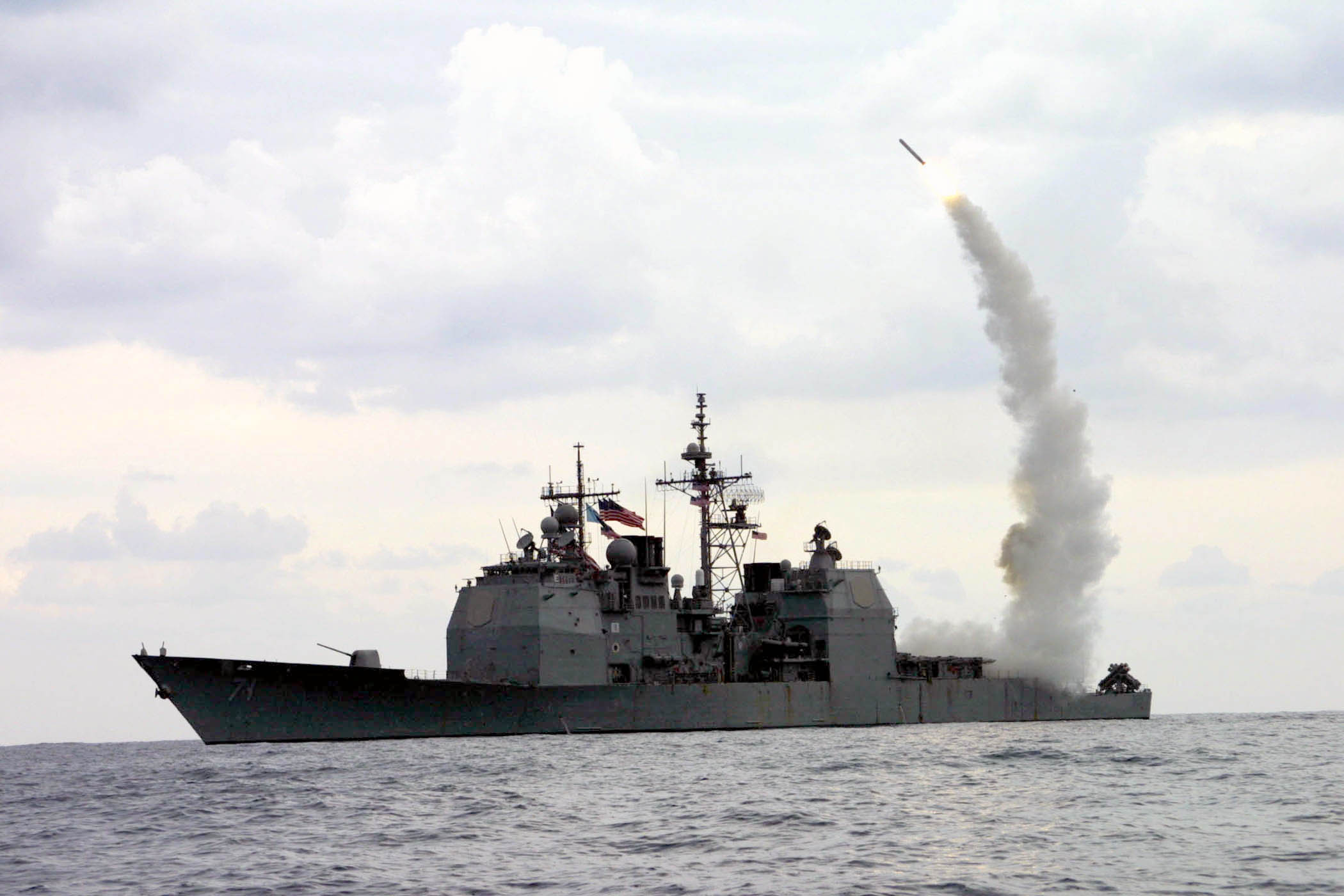
タイコンデロガ級ミサイル巡洋艦。イージス艦でもある。

アメリカとイギリスでは、それぞれ1943年ごろより艦対空ミサイルの開発に着手しており、大戦末期に日本軍が行った特別攻撃（特攻）の脅威を受けて開発は加速していた。アメリカでは、1944年に開始されたバンブルビー計画を基本として開発が進められており、ここから派生した中射程型のテリアは1948年、本命と位置付けられていた長射程型のタロスも1950年には試作に入った。
アメリカ海軍において、これらのミサイルは、まず既存の軽巡洋艦と重巡洋艦への改修によって装備化されることになり、1952年度予算でボルチモア級重巡洋艦2隻がテリアを搭載したボストン級として改装されたのを端緒として、順次に改装が進められた。また兵装のミサイル化と同時に機関の核動力化も図った「ロングビーチ」も建造されたが、巨額な建造費が災いして、同型艦は建造されなかった。また、特にテリアは、より小さい駆逐艦ベースの船体でも十分に収容できることが判明したことから、巡洋艦への改装はそれ以上行われないことになり、かわって駆逐艦を拡大したミサイル・フリゲート（DLG/DLGN）の整備が進められた。しかしこのミサイル・フリゲートはどんどん大型化・有力化していったこともあり、1975年の艦種再編の際にミサイル巡洋艦と改称された。また1978年度のタイコンデロガ級は、スプルーアンス級駆逐艦を元にイージスシステムを搭載するよう設計を修正したという経緯もあり、当初はミサイル駆逐艦として類別されていたものの、結局ミサイル巡洋艦に類別変更されている。
一方、ソビエト連邦海軍では、1956年より「誘導ジェット兵器を備える駆逐艦」の開発を進めていたが、巡洋艦を失うことを憂慮した海軍上層部への配慮から、これは1960年代に入って58型ミサイル巡洋艦と改称され、ミサイル巡洋艦（RKR）の嚆矢となった。アメリカ海軍のミサイル巡洋艦が艦対空ミサイルを主兵装とした防空艦であったのに対し、これらのソ連海軍のミサイル巡洋艦は、むしろ艦対艦ミサイルを主兵装として、対水上戦を主任務としていた。
また運用者自身はミサイル駆逐艦と類別していても、外部観測筋によってミサイル巡洋艦と種別されることもある。例えば国際戦略研究所では、満載排水量9,750トン以上の水上戦闘艦を一律にミサイル巡洋艦としており、海上自衛隊のあたご型護衛艦（満載排水量10,000トン）とまや型護衛艦（満載排水量10,250トン）、大韓民国海軍の世宗大王級駆逐艦（満載排水量10,290トン）や中国人民解放軍海軍の055型駆逐艦（満載排水量13,000トン）はミサイル巡洋艦として扱われている。

## 非典型的用法：航空巡洋艦・潜水巡洋艦
航空母艦の登場直後より、水上戦闘艦のなかでも大きい重巡洋艦などに航空母艦としての機能を付与することが検討されており、ロンドン軍縮条約では巡洋艦の合計保有量のうち25パーセントには飛行甲板を装着してよいという規定が盛り込まれた。特に熱心だったアメリカ海軍では、1935年には飛行甲板巡洋艦 (FL) なる新艦種も制定されたものの、結局は小型過ぎて実用性に乏しいとして断念された。ただし航空母艦とは別に水上機母艦の系譜としての検討も行われており、日本では利根型重巡洋艦および軽巡洋艦「大淀」、またスウェーデン海軍の巡洋艦「ゴトランド」が建造された。また戦後のヘリ空母・軽空母は、しばしば巡洋艦としての記号・呼称を付与されており、イギリス海軍のインヴィンシブル級は計画段階では全通甲板巡洋艦（Through Deck Cruiser, TDC）と称されていたほか、イタリア海軍の軽空母「ジュゼッペ・ガリバルディ」および「カヴール」も巡洋艦を表す「C」の船体分類記号を付与されている。またソ連海軍のキエフ級は航空巡洋艦、「アドミラル・クズネツォフ」は重航空巡洋艦と称される。
潜水艦においても、航洋型潜水艦の一部が巡洋艦になぞらえて称されることがあり、ドイツ帝国海軍は水上高速性能を重視した「巡洋潜水艦」（U-Kreuzer）を整備した。またソ連海軍・ロシア海軍でも、弾道ミサイル潜水艦および巡航ミサイル潜水艦、一部の攻撃型潜水艦を「潜水巡洋艦」（Подводный крейсер）と称している。

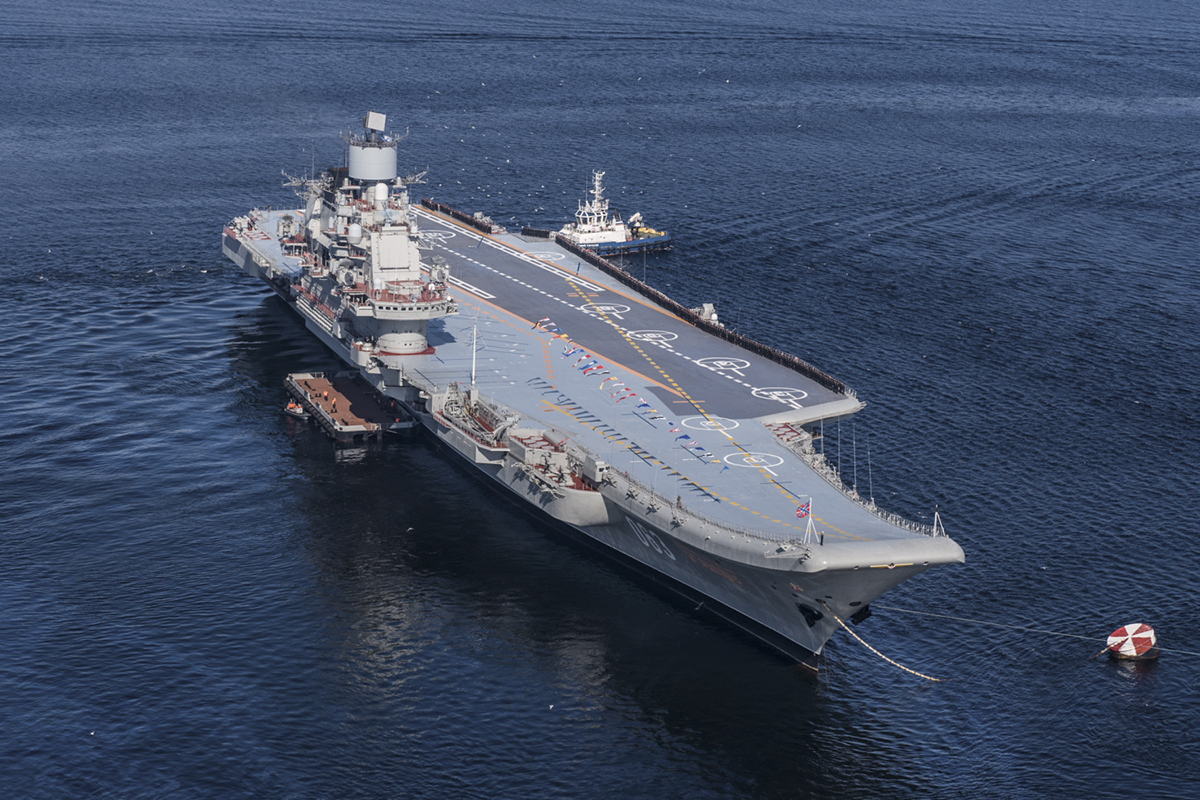
「アドミラル・クズネツォフ」。ロシア海軍では「重航空巡洋艦」と種別する。
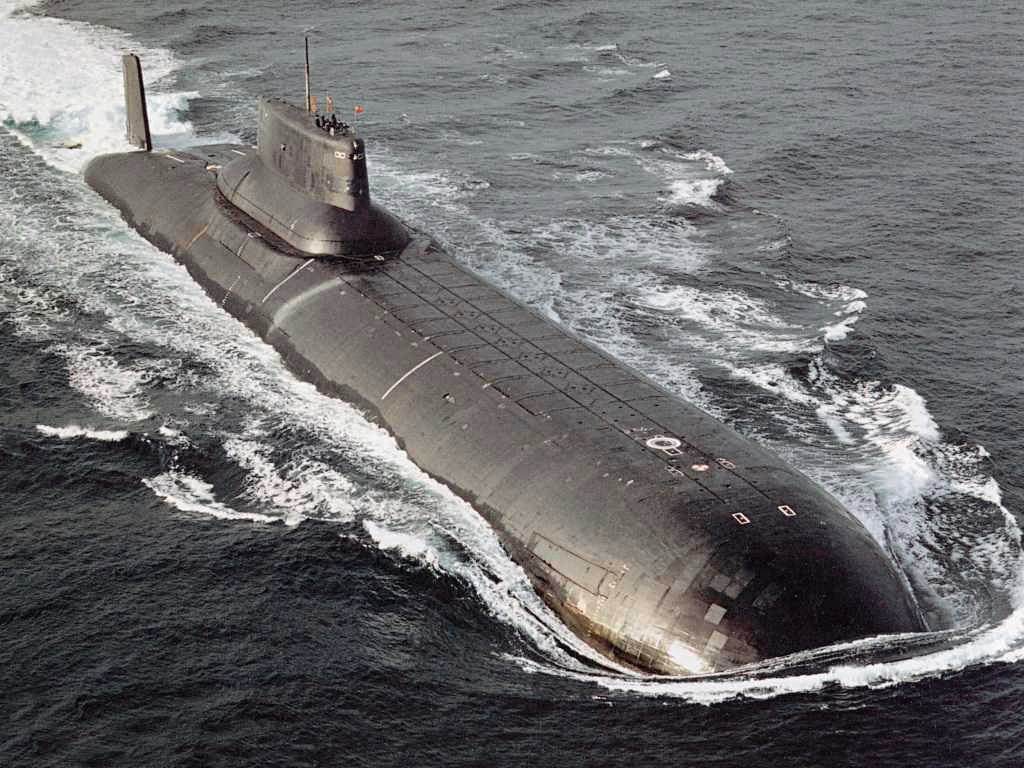
タイフーン型原子力潜水艦。ソ連海軍では「戦略任務重ロケット水中巡洋艦」と種別する。